# Zvončín
Zvončín je obec na Slovensku v okrese Trnava. Žije zde 917 obyvatel.
V obci stojí římskokatolický kostel sv. Anny z roku 1794.

## Poloha
Obec se nachází v Trnavské pahorkatině v blízkosti řeky Parné, asi 8 km severozápadně od města Trnavy, ve výšce 137 m n. m.

## Dějiny
Historie obce Zvončín je písemně doložena od roku 1539. V té době byl připojen k Suché. Obec patřila k panství Červený Kameň.